# 혼고촌 (가나가와현)
혼고촌(일본어: 本郷村)은 일본 가나가와현 1889년 4월 1일부터 1939년 4월 1일까지 존재했던 가나가와현 가마쿠라군의 촌이다.

## 역사
메이지 이전에는 가마쿠라군 가사마촌, 고스게가야촌, 고우다촌, 가쓰라촌, 나카노촌, 가지가야촌, 우에노촌으로 나누어져 각각 도카이도 도쓰카숙의 조향이 되고 있었다.
- 1867년 - 막부령이 되어, 대관·에가와 다로자에몬 지배소(니라야마 대관소)의 관할이 된다.
- 1868년 6월 - 니라야마 대관소가 니라야마현으로 개편되면서 니라야마현 가마쿠라군에 소속되었다.
- 1868년 12월 - 니라야마현에서 가나가와현으로 이관되어 가나가와현 가마쿠라군 소속이 된다.
- 1889년 - 각 촌이 합병해 가마쿠라 군 혼고촌이 성립하였다.
- 1939년 4월 1일 - 요코하마시에 편입하여, 도쓰카구의 일부가 되었다. 그 후에도 '혼고 지구'의 명칭은 남아 혼고 초등학교, 니시혼고 초등학교, 혼고 중학교, 니시혼고 중학교, 혼고 다이 초등학교, 혼고 다이,  혼고다이 역 등은 혼고 촌에서 유래했다.
- 1986년 11월 3일 - 분구에 의해 구 혼고무라 전역 및 구 도요다 촌의 일부가 사카에구가 되었다.

## 참고 문헌
- 角川日本地名大辞典編纂委員会,『角川日本地名大辞典 神奈川県』1984, 角川書店
- 『栄区制10周年記念誌 ふれあいと人の和を育んで』1997年 栄区制10周年記念事業実行委員会編